# Lingua franca
|  | Aquest article tracta sobre el pidgin mediterrani. Vegeu-ne altres significats a «Llengua vehicular». |

La lingua franca o sabir ('saber') fou un pidgin usat com a llengua vehicular per mariners i mercaders europeus, turcs i àrabs als ports del Mediterrani des del segle XI fins a mitjan segle xix.

## Història
El nom "lingua franca" significa literalment "llengua dels francs", és a dir, llengua dels cristians occidentals. Apareix entre els segles VIII i X en el context del contacte entre la població musulmana i la cristiana, coneguda genèricament com a francs, catalans inclosos.
A partir del segle xi, amb l'aparició de designacions pròpies per a les diferents llengües romàniques, la denominació es concreta en el pidgin neollatí usat en el comerç i la diplomàcia entre la població nord-africana i l'europea de la Mediterrània Occidental.
La primera fase de formació i evolució de la lingua franca, entre els segles X i XV, es basa en el toscà, el català i l'occità, a més d'influències de l'amazig i l'àrab. Més endavant s'estendrà cap a orient i entrarà en contacte amb el grec i el turc, i tambe incorporarà alguns trets de les llengües orientals de la Península Itàlica.
En una segona fase, des del segle XVI fins al començament del segle xix, s'hi produeixen influències dels poders colonials europeus. A la zona oriental la llengua s'italianitza i a la zona occidental s'espanyolitza. Hi ha algunes influències menors del francès i del portuguès. Alguns exemples de lingua franca es poden llegir a la comèdia de Molière, Le Bourgeois Gentilhomme.
Una vegada la designació de franca perd el sentit original referit als francs, es fa servir lingua franca com a denominació genèrica per una llengua vehicular utilitzada com a mitjà de comunicació entre dos o més grups –o persones– que no comparteixen una llengua comuna. En aquest sentit, l'arameu és un exemple palès de lingua franca usada en l'antiguitat al Pròxim Orient i al llarg de la costa oriental de la Mediterrània, fins que va ser substituïda en aquesta funció per l'àrab a partir del segle VII.
De començament del segle xix ençà, desapareix la lingua franca substituïda per les llengües colonials a causa de l'expansió colonial dels estats de l'Europa Occidental. Les formes d'expressar-se per part de la població nord-africana, amb restes de la lingua franca, s'anomena "sabir". Paral·lelament es produeixen altres fenòmens lingüístics lligats a les migracions europees com el patuet.

## Alguns detalls tècnics
La lingua franca tenia només una forma verbal, que corresponia a l'infinitiu de les llengües romàniques, i sembla raonable pensar que els parlants d'una o una altra llengua romànica empraven aquesta forma de parlar als que no parlaven cap llengua romànica per a evitar-los la dificultat d'interpretar i usar nombrosos sufixos verbals tot sacrificant, sens dubte, la precisió que permeten aquests sufixos. Hom pot suposar que fou així com la lingua franca va néixer.
Cal fer notar, però, que la lingua franca va desenvolupar un temps passat i un futur a les acaballes del seu apogeu, una "edat d'or" que podríem situar vers el segle xvii, quan hi havia força esclaus cristians i jueus capturats a l'Alger, els quals probablement usaven aquesta llengua per a comunicar-se entre ells.
Això suggereix que la lingua franca havia iniciat un procés de criollització, esdevenint més semblant a una llengua nadiua, amb tota la complexitat que això implica. Però tot aquest procés fou interromput sobtadament per canvis polítics que van motivar l'extinció de la lingua franca a favor del francès.
L'inici del declivi de la lingua franca és clar. Va començar quan els francesos van arribar a Algèria l'any 1830 i era virtualment extinta al segle xix, tot i que encara devia ser coneguda per la gent gran. La data d'extinció total és un afer més difícil de determinar.
La importància de l'occità, que ocupa una posició entre el castellà i el francès, ha estat generalment poc valorada en l'estudi de la lingua franca. El lingüista Schuchardt declara que la lingua franca havia tret la paraula "mangiar" (menjar) de l'italià "mangiare". Deixa de banda, tanmateix, el fet que en occità, i només en occità (inicialment, el català era un dialecte occità), la paraula "menjar" és "manjar", que és, simplement, una altra manera d'escriure "mangiar".

## Lalingua francadesprés de lalingua franca

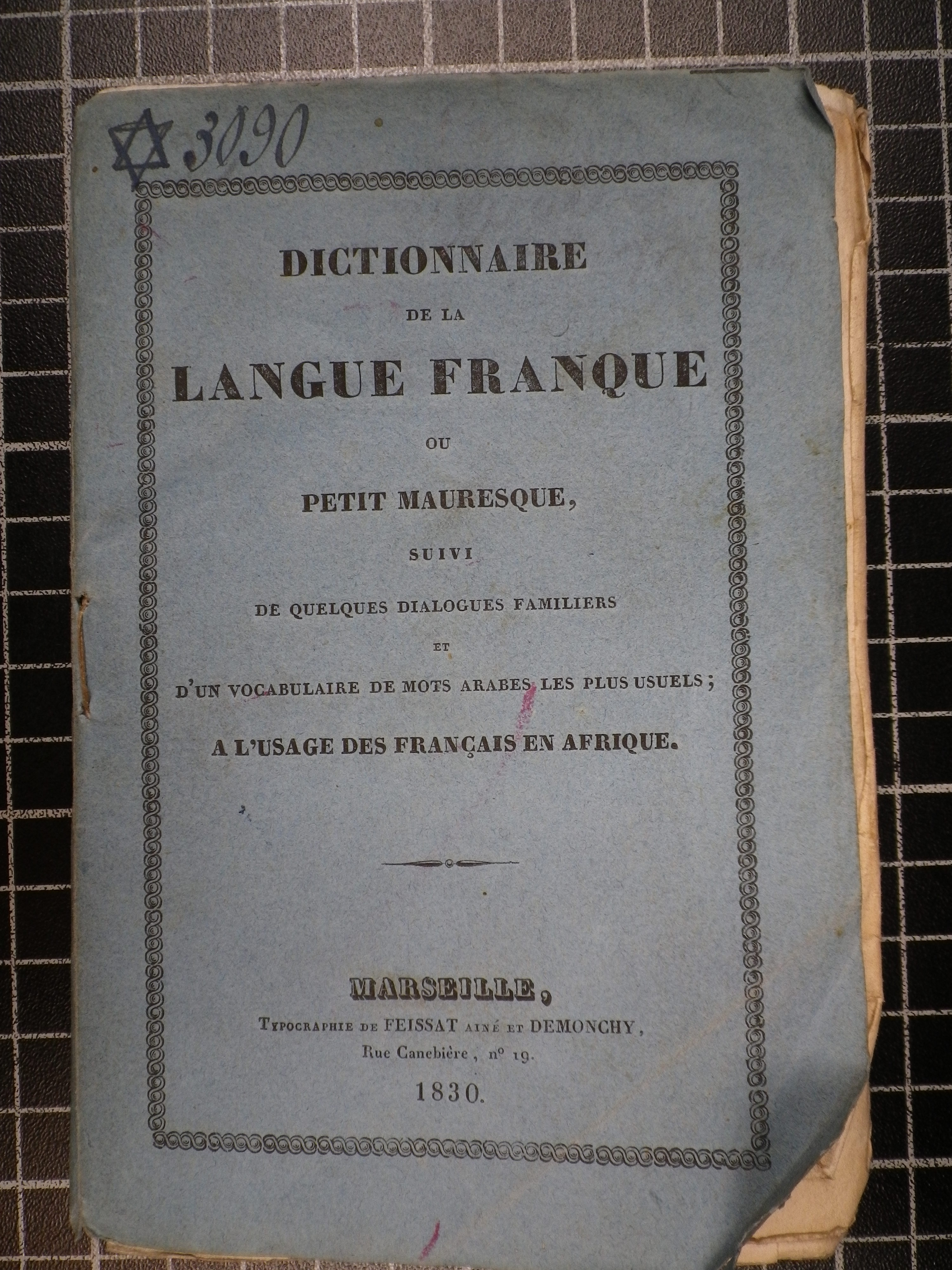
Diccionari de la lingua franca, editat el 1830 a Marsella

Hugo Schuchardt fou el primer lingüista que investigà la lingua franca sistemàticament.
D'acord amb la seva teoria, la lingua franca era coneguda pels mariners mediterranis, incloent-hi els portuguesos. Quan els portuguesos van iniciar les exploracions dels mars d'Àfrica, Amèrica, Àsia i Oceania, van decidir comunicar-se amb als natius barrejant una versió de la lingua franca amb influències del portuguès amb les llengües locals. Quan els vaixells anglesos i francesos començaren a competir amb els portuguesos, les tripulacions provaren d'aprendre aquest "portuguès corromput". Mitjançant un procés de canvi, les paraules provinents de la lingua franca i del portuguès van ser substituïdes per les de les llengües pròpies dels pobles en contacte.
Aquesta teoria explicaria les similituds entre la majoria dels pidgins de base europea i les llengües criolles, com ara el tok pisin, el papiamento, l'sranang tongo, etc. Aquestes llengües usen formes similars a la paraula sabir per a referir-se al mot "saber" i piquenho per a "petit".
Es poden també trobar empremtes de la lingua franca en l'argot actual de l'algerià i el polari (el polari, de l'italià, parlare ("parlar") era un cant usat pels artistes londinencs de varietats i els homosexuals.

### Llengües planificades
Des de finals del segle xix, diversos autors i institucions van intentar crear llengües amb una voluntat de llengua auxiliar internacional, tal com s'havia utilitzat la lingua franca. Aquestes llengües eren planificades, és a dir, creades expressament. D'entre aquestes la més difosa és l'esperanto. Recentment, s'ha desenvolupat la lingua franca nova, inspirada directament en la mateixa lingua franca i basada igualment en els idiomes romànics: el francès, l'italià, el portuguès, el castellà i el català, però amb una gramàtica i vocabulari simplificats.